# Mathias Kvistgaarden
Mathias Damm Kvistgaarden (Birkerød, 15 april 2002) is een Deens voetballer die doorgaans speelt als aanvaller. In juli 2025 verruilde hij Brøndby IF voor Norwich City. Kvistgaarden maakte in 2025 zijn debuut in het Deens voetbalelftal.

## Clubcarrière
Kvistgaarden speelde in de jeugd van Skjold Birkerød, voor hij via Lyngby BK in 2015 in de opleiding van Brøndby IF terechtkwam. Hij maakte hij op 5 juli 2020 zijn debuut in de hoofdmacht. Vanwege een paar positieve coronatesten in de selectie werd hij opgenomen in de selectie voor de wedstrijd tegen Aalborg BK. De wedstrijd ging met 2–0 verloren door doelpunten van Frederik Børsting en Patrick Olsen; Kvistgaarden mocht in de slotfase invallen voor Mikael Uhre. Bij dat optreden bleef het dat seizoen en de jaargang erop kwam hij tot twee wedstrijden, waarmee hij een kleine rol speelde in het binnenhalen van de Deense landstitel.
Zijn eerste doelpunt als profvoetballer maakte Kvistgaarden op 6 maart 2022. Door zijn treffer op aangeven van Anis Ben Slimane werd met 0–1 gewonnen van Silkeborg IF. Zijn contract bij Brøndby werd in april 2022 verlengd tot en met het seizoen 2024/25. Vanaf de zomer van 2022 ging de aanvaller een belangrijkere rol spelen in het eerste elftal, met meer speelminuten en ook meer doelpunten. In mei 2023 werd zijn verbintenis opengebroken en met twee jaar verlengd tot medio 2027. Tijdens de jaargang 2024/25 kwam Kvistgaarden tot zeventien competitiedoelpunten, waarmee hij als tweede eindigde op de topscorerslijst van de Superligaen.
Na dit seizoen vertrok Kvistgaarden bij Brøndby; voor een bedrag van circa acht miljoen euro verkaste hij naar Norwich City, waar hij zijn handtekening zette onder een verbintenis voor de duur van vier seizoenen, met een optie op een jaar extra.

## Clubstatistieken
| Seizoen | Club         | Competitie   | Competitie | Competitie | Beker | Beker | Internationaal | Internationaal | Totaal | Totaal |
| Seizoen | Club         | Competitie   | Wed.       | Dlp.       | Wed.  | Dlp.  | Wed.           | Dlp.           | Wed.   | Dlp.   |
| ------- | ------------ | ------------ | ---------- | ---------- | ----- | ----- | -------------- | -------------- | ------ | ------ |
| 2019/20 | Brøndby IF   | Superligaen  | 1          | 0          | 0     | 0     | —              | —              | 1      | 0      |
| 2020/21 | Brøndby IF   | Superligaen  | 2          | 0          | 2     | 0     | —              | —              | 4      | 0      |
| 2021/22 | Brøndby IF   | Superligaen  | 16         | 5          | 2     | 0     | 2              | 0              | 20     | 5      |
| 2022/23 | Brøndby IF   | Superligaen  | 30         | 7          | 1     | 0     | 4              | 2              | 35     | 9      |
| 2023/24 | Brøndby IF   | Superligaen  | 24         | 8          | 4     | 2     | —              | —              | 28     | 10     |
| 2024/25 | Brøndby IF   | Superligaen  | 29         | 17         | 6     | 4     | 3              | 2              | 38     | 23     |
| 2025/26 | Norwich City | Championship | 0          | 0          | 0     | 0     | —              | —              | 0      | 0      |
| Totaal  | Totaal       | Totaal       | 102        | 37         | 15    | 6     | 9              | 4              | 126    | 47     |

Bijgewerkt op 8 juli 2025.

## Interlandcarrière
Kvistgaarden maakte op 7 juni 2025 zijn debuut in het Deens voetbalelftal tijdens een vriendschappelijke wedstrijd tegen Noord-Ierland. Denemarken won door doelpunten van Gustav Isaksen en Christian Eriksen en een eigen doelpunt van Pierre-Emile Højbjerg met 2–1. Kvistgaarden moest van bondscoach Brian Riemer op de reservebank beginnen en hij viel twintig minuten na rust in voor Mikkel Damsgaard. De andere Deense debutanten dit duel waren Lucas Høgsberg (FC Nordsjælland) en Filip Jörgensen (Chelsea).
| Interlands van Mathias Kvistgaarden voor Denemarken | Interlands van Mathias Kvistgaarden voor Denemarken | Interlands van Mathias Kvistgaarden voor Denemarken | Interlands van Mathias Kvistgaarden voor Denemarken | Interlands van Mathias Kvistgaarden voor Denemarken | Interlands van Mathias Kvistgaarden voor Denemarken |
| №                                                   | Datum                                               | Wedstrijd                                           | Uitslag                                             | Competitie                                          | Goals                                               |
| Als speler bij Brøndby IF                           | Als speler bij Brøndby IF                           | Als speler bij Brøndby IF                           | Als speler bij Brøndby IF                           | Als speler bij Brøndby IF                           | Als speler bij Brøndby IF                           |
| --------------------------------------------------- | --------------------------------------------------- | --------------------------------------------------- | --------------------------------------------------- | --------------------------------------------------- | --------------------------------------------------- |
| 1                                                   | 7 juni 2025                                         | Denemarken – Noord-Ierland                          | 2 – 1                                               | Vriendschappelijk                                   |                                                     |

Bijgewerkt op 8 juli 2025.

## Erelijst
| Competitie                              |            |                    |            |            |
| Competitie                              | Aantal     | Jaren              |            |            |
| Brøndby IF                              | Brøndby IF | Brøndby IF         | Brøndby IF | Brøndby IF |
| --------------------------------------- | ---------- | ------------------ | ---------- | ---------- |
| Superligaen                             | 1          | 2020/21            |            |            |
| Individueel                             |            |                    |            |            |
| Superligaen – Jonge Speler van de Maand | 1          | Mei 2022, mei 2023 |            |            |
| Superligaen – Team van de Maand         | 1          | Oktober 2023       |            |            |
| Superligaen – Team van het Seizoen      | 1          | 2024/25            |            |            |